# Hoplolabis caudata
Hoplolabis caudata là một loài ruồi trong họ Limoniidae. Chúng phân bố ở miền Cổ bắc.